# Astragalus melanostachys
Astragalus melanostachys är en ärtväxtart som beskrevs av Aleksandr Andrejevitj Bunge. Astragalus melanostachys ingår i släktet vedlar, och familjen ärtväxter. Inga underarter finns listade i Catalogue of Life.